# Machadorythidae
Famille
Les Machadorythidae forment une famille d'insectes éphémères comprenant deux genres monotypiques.

## Classification
Machadorythinae Edmunds, Allen & Peters, 1963
- Machadorythus Demoulin, 1959
  - Machadorythus maculatus (Kimmins, 1949)

Coryphorinae Molineri, Peters & Zuñiga de Cardoso, 2001
- Coryphorus Peters, 1981
  - Coryphorus aquilis Peters, 1981

## Référence
- Edmunds, Allen & Peters, 1963 : An annotated key to the nymphs of the families and subfamilies of mayflies (Ephemeroptera) Univ. Utah. Biol. Ser. 13-1 pp 1-55.
- « Classification de Hallan »(Archive.org • Wikiwix • Archive.is • Google • Que faire ?)